# Saša Babić
Saša Babić (Tenin, 4 agosto 1989) è un giocatore di calcio a 5 croato.

## Biografia

### Club
Laterale fisico e prolifico sotto rete, inizia la carriera nel Kijevo con cui gioca per cinque stagioni nella massima serie, vincendo nella stagione 2012-13 la Coppa nazionale che rappresenta il primo trofeo della società dalmata. La stagione seguente si trasferisce al NV Makarska dove si trattiene per due stagioni. Nell'agosto del 2015 il PesaroFano annuncia il tesseramento del calcettista ma già a dicembre Babić passa al Cagliari.

### Nazionale
Con la nazionale Under-21 ha disputato il Campionato europeo 2008 nel quale la Croazia ha raggiunto la fase finale a gironi. Ha debuttato nella nazionale maggiore il 9 aprile 2011 nell'amichevole giocata a Nürburg contro la Germania, vinta dai croati per 11-1. Con la Croazia ha preso parte ai campionati europei del 2012, 2014 e 2016.

## Palmarès
- Coppa di Croazia: 1
Kijevo: 2012-13